# Седемте самураи
„Седемте самураи“ (на японски: 七人の侍, по Система на Хепбърн: Shichinin no Samurai) е японски пълнометражен игрален филм на Акира Куросава от 1954 г. Сценарият е дело на Шинобу Хашимото, Хидео Огуни и Куросава. В лентата участват редица известни японски актьори, оглавявани от Тоширо Мифуне и Такаши Шимура.
Действието на филма се развива през XVI век, периода Сенгоку в Япония. Планинско село, състоящо се от земеделци, влиза в плановете за грабеж на реколтата от група бандити. Селяните наемат от най-близкия град седем ронина (самураи без господари), които да ги защитят от разбойническите набези. Историята се доверява на увлекателния и динамичен сюжет, засягащ универсални общочовешки теми и представящ обаятелни персонажи, носители на чест и достойнство. „Седемте самураи“, вписващ се изцяло в специфичния японския жанра „джидайгеки“ (историческа драма), е спряган за един от предшествениците на „екшън“ жанра.
Произведението утвърждава световната слава на Куросава, който получава международно признание с лентата си от 1950 г. „Рашомон“, и става най-популярната и влиятелна творба на режисьора. „Седемте самураи“ е сред най-добрите филми на японското кино и един от най-одобряваните от световната критика кино произведения. Лентата печели „Сребърен лъв“ на филмовия фестивал във Венеция през 1954 г. Популярността и комерсиалния успех на „Седемте самураи“ излиза бързо извън границите на родината си. По филма е направен уестърн римейк „Великолепната седморка“ от 1960 г., който също жъне огромен успех. Множество други кино произведения правят препратки и поклони към класиката на Куросава.

## Сюжет
Внимание:  Текстът по-долу разкрива сюжета на произведението (или части от него)!
Япония. XVI век. Държавата е разтърсвана от феодални войни. Липсата на централна власт спомага ширещите се беззакония. Шайка бандити достигат малко село в планините. Решават да го нападнат, когато селяните съберат реколтата. Един от живущите там – Йохеи, чува случайно разговора на разбойниците и оповестява лошата новина на своите съселяни, които изпадат в отчаяние и се обръщат за съвет към старейшината на селото. Той им казва да наемат самураи, които да се опълчат на мародерите. Понеже селяните нямат с какво да им платят, освен с храна, старецът ги съветва да търсят изгладнели самураи.
В града селяните са пренебрегвани и обиждани от гражданите и самураите. Отчаяните мъже стават свидетели как остарелият ронин Камбей спасява живота на дете, хванато за заложник от крадец. Не само селяните са впечатлени от смелия и ловък войн. Младият Кацуширо упорито иска да стане ученик на Камбей. Ронинът първоначално посреща предложението на селяните с категоричен отказ, но след като разбира, че тримата мъже от селото гладуват, за да осигурят ориз на своите бъдеще защитници, Камбей скланя да им помогне. Замисляйки се по-сериозно, той преценява, че ще са му нужни седем самураи, за да предпази селото. Скоро странстващият войн намира редица свои съмишленици: простодушния, но хитър, Горобей, добродушния Шичироджи – стар боен другар на Камбей – и откритият и весел Хеихачи. Мълчаливият Кюдзо, който достойно побеждава в двубой с мечове, отначало отказва да се присъедини, но впоследствие размисля. Кацуширо, въпреки възраженията на Камбей, също е причислен към групата.
На другия ден мъжете потеглят към селото. Следвани са от Кикучио, който през цялото време упорито се опитва да се присъедини към шестимата самураи, въпреки своето съмнително минало. През това време селяните, уплашени, че гостите могат да посегнат на дъщерите им, скриват момичетата. Когато защитниците пристигат, те заварват селото празно. Страхливите хора са се изпокрили по къщите си. Неочаквано се разнася сигнала за нападение на разбойници. Всички селяни се събират. Оказва се фалшива тревога, предизвикана от Кикучио. Самураите са впечатлени от отношението му към слабохарактерните мъже и странникът е причислен към групата. Така те стават седем самурая.
Войните са заемат да обучават селяните във воденето на войната и да разучават терена наоколо. Кикучио намира брони и оръжия, оставени от странстващи самураи, убити от хората на селото. Мъжът избухва с обиди към селяните, като разкрива неволно своя селски произход. Камбей планува да се направи ров, за който трябва да бъдат унищожени част от селските къщи. Междувременно Кицуширо намира навътре в гората Шино – една от дъщерите на селяните, предрешена като момче. Докато останалите самураи се чудят къде са жените в селото, младежът започва тайно да носи храна на Шино, лишавайки се от своята дажба. Тайната му е разкрита от Кюдзо, но благородния войн я запазва.
Събирането на реколтата приближава. Селската работа и военните приготовления трябва да се съвместяват. Изкопаването на ровът напредва. Вършитбата приключва, а от разбойниците няма и следа. Селяните се отпускат в смях и забавления. Докато Кацуширо и Шино са в гората, младежът забелязва три коня. Самураите се укриват, но Кикучио издава местонахождението им и войните тръгват да хваната разузнавачите. Кюдзо и Кикучио устройват капан, в който ликвидират двама бандита и залавят един пленник. Плененият е убит от стара селянка, чийто роднини са били избити от разбойниците. Преди да умре, уловеният издава местоположението на укреплението на своите хора. Самураите се придвижват до там. Докато разбойниците спят, заедно с пленените жени, войните запалват дървената постройка. Главорезите панически напускат, намирайки вън смъртта си, под мечовете на дебнещите мъже. Ракичи се опитва да спаси съпругата си – един от пленниците, но тя избира да умре в пламъците. Хаихачи е убит, бранейки безразсъдния селянин.
На други ден, по време на погребението, селото е нападнато от разбойниците – 20 мародери от север и 13 от юг, разполагащи с три мускета. На юг са отблъснати, давайки жертва един бандит. Нападателите подпалват постройката, където се намира старейшината от селото. От горящата сграда успява да се спаси само едно пеленаче, в което Кикучио познава себе си, понеже и с него се е случило същото. През нощта разбойниците атакуват от изток и запад. Отблъснати са, оставайки от своите хора шест жертви. Преди атаката от север, Кюдзо успява да вземе мускета на главорезите и да убие двама от тях. В самата атака, където селяните и самураите допускат само по един бандит в селото, притиснат като в капан, още четирима от нападателите загиват. Кикучио напуска поста си и съумява да вземе втория мускет на бандитите. Неговата фриволност води до атака, в която селяните дават много жертви, сред които и самурая Горобей, а мародерите са лишени от седем свои души.
През нощта Камбей обявява, че следващата битка ще е решителната. Същата нощ Мандоз разкрива, че дъщеря му е преспала с Кацуширо. В конфликтът се намесват селяните и самураите и Мандзо се примирява с връзката на двамата. В дъждовната сутрин, по нареждане на Камбей, войните и селяните допускат останалите разбойниците в селото, за да ги приклещят в капана. Бандитите губят надмощие. Техния главатар, въоръжен с мускет, успява да застреля Кюдзо. Кикучио го подгонва в къщата, където са скрити жените. Злосторникът е убит, но неговия убиец също издъхва от раните си. Разбойниците са победени.
Селяните се завръщат към нормалното си ежедневие, пренебрегвайки своите спасители. Тримата оцелели самураи се канят да напуснат селото. Кацуширо остава, заради Шино. Камбей констатира, че са загубили още една битка и победителите са селяните.

## Актьори и персонажи

### Самураи
- Такаши Шимура – Камбей Шимада (ронин, водач на самураите)
- Тоширо Мифуне – Кикучио (представящ се за самурай особняк, постепенно печели симпатиите на останалите самураи и селяните)
- Исао Кимура – Кацуширо Окамото (младият самурай)
- Дайсуке Като – Шичироджи (помощник на Шимада, отличен стрелец с лък)
- Йошио Инаба – Горобей Катаяма (опитен войн, помага на Шимада при създаването на плана за отбрана на селището)
- Минору Чиаки – Хеиачи Хаяшида (не твърде умел във военното дело самурай, но с весел нрав ободряващ другарите му)
- Сеичи Миягучи – Киудзо (саможив самурай, майстор фехтовач)

### Селяни
- Кунинори Такадо – Гисаки (старейшина на селото)
- Бокузен Хидари – Йохей (непохватен стар селянин участващ в комични епизоди с Кукичио)
- Каматари Фудживара – Манзо (баща на красивата Шино, боящ се за нейната безопасност)
- Кейко Цушима – Шино (дъщеря на Манзо и любима на Кацуширо Окамото)
- Йошио Цучия – Рикиши (буен селянин, измъчван от тайната на жена си)
- Юкико Шимазаки – жената на Рикиши
- Йошио Осуги

### Разбойници
- Шинпей Такаги – разбойническият главатар
- Шин Отомо – помощник на главатаря
- Тошио Такахара – разбойника с мускета
- Масанобу Окубо

## Екип
- Сценарий – Акира Куросава, Шинобу Хасимото, Хидео Огуни
- Режисура – Акира Куросава
- Оператор – Асакадзу Накаи
- Композитор – Фумио Хаясака
- Художник – Со Матсуяма
- Продуцент – Соджиро Мотоки

## Продукция
След капитулацията на Япония през 1945 г., правителството на окупационните американски сили „Върховен главнокомандващ на съюзническите сили“ (SCAP) налага политика на пацифизма - премахва бушидо (кодекса за чест на самурая), забранява действията на камикадзетата (атентатори-самоубийци) и японският национализъм като цяло. Решено е и временното ограничение на производството на „джидайгеки“ - популярен жанр японски исторически филм. „Мъжете, които настъпват опашката на тигъра“, четвъртия филм на Куросава, заснет август и септември на 1945 г., е спрян понеже действието му се развива във феодална Япония. Лентата е пусната на екрана едва 1952 г. Единственият исторически филм, който Куросава реализира до края на окупацията (тя продължава до 1952), е „Рашомон“ през 1950. Когато режисьорът се захваща с продукцията на Седемте самурая, проектът е близък до сърцето му. Преди това Куросава изследва обширно XI в. и XII в. със своите ленти „Мъжете, които настъпват опашката на тигъра“ и „Рашомон“. За първи път режисьорът обръща внимание на бурния период от японската история, известен като „Период на воюващите държави“ (1490-1600), с новото си начинание. Този период ще служи като сцена в още четири негови бъдещи проекти („Замъкът на паяците“, „Скритата крепост“, „Кагемуша“ и „Ран“).

## Художествена стойност
Акира Куросава снима своето произведение в популярния в Япония самурайски жанр „дзидайгеки“.
Филмът съчетава в себе си атрактивност и високи художествени качества. Често е определян едновременно като „екшън“ и „философска драма“. Куросава майсторски обрисува портретите на седемте самураи, всеки от които носи своята индивидуалност, качества и недостатъци. Главният интерес на режисьора е обаче насочен към народа представен символично от жителите на селото. Какви са те? Измъчени, потиснати страдалци или страхливи пред силните и жестоки пред слабите хора, свидливи и неблагодарни към тези които рискуват живота си за тях.
Кой е виновен за това което са? Съществуват ли самурайските добродетели смелост, благородство, жертвоготовност в името на висша цели у обикновения човек и как могат да бъдат извадени наяве?
Кинокритиката от цял свят единодушно е обявила „Седемте самураи“ за шедьовър на филмовото изкуство.

## Награди
- 1954 г. – Приз „Сребърен лъв на св. Марко“ на XV Международен кинофестивал във Венеция.
- 1955 г. – Приз „Най-добър поддържащ актьор“ за Сеичи Миягучи на Майничи Филм Конкурс (Mainichi Film Concours), Токио.
- 1959 г. – Приз „Чуждестранен режисьор“ за Акира Куросава на Джъси Ауърдс (Jussi Awards), Финландия.
- 1959 г. – Приз „Чуждестранен актьор“ за Такаши Шимура на Джъси Ауърдс (Jussi Awards), Финландия.
- 2006 г. – Приз „Най-добър DVD филм“ на Сателит Ауърдс (Satellite Awards), Лос Анжелис.

## Номинации
- 1954 г. – Номинация за „Златен лъв на св. Марко“ на XV Международен кинофестивал във Венеция.
- 1956 г. – Номинация за „Най-добър чуждестранен филм“ на БАФТА (BAFTA Film Award).
- 1956 г. – Номинация за „Най-добър чуждестранен актьор“ за Тоширо Мифуне на БАФТА (BAFTA Film Award).
- 1956 г. – Номинация за „Най-добър чуждестранен актьор“ за Такаши Шимура на БАФТА (BAFTA Film Award).
- 1957 г. – Номинации за „Оскар“ в категориите „Най-добър черно-бял филм“ и „Най-добра работа на художник-постановчик в черно-бял филм“.

## Римейк
- 1960 г. – „Великолепната седморка“ – повтаря дословно оригинала, но действието се развива в „Дивия Запад“.
- 1983 г. – „Великолепната седморка гладиатори“ – съвместна продукция на САЩ и Италия.
- 2004 г. – „Седемте самураи“ – японски анимационен сериал по мотиви от оригинала, действието се развива в бъдещето.
- 2016 г. – „Великолепната седморка“ – продукция на САЩ, уестърн, с Дензъл Уошингтън